# Coup d'Etat
『coup d'Etat 』（クーデター）は、2002年6月19日 にリリースされたSyrup 16gのメジャー1枚目のアルバムである。
インディーズからメジャーに移籍した事により、自分の曲を売り物にする事も良しとしようという、五十嵐が自分自身に対してのクーデターを起こす、という事からこのタイトルがつけられた。「My loves sold」(＝俺の愛を売る）などのタイトルにもその姿勢が現れている。
ベースの佐藤元章のリズム隊としての弱点を解消するという意図から、「神のカルマ」、「汚れたいだけ」などではベースがメロディ楽器の役割を担う試みがなされている。しかしそれが却って佐藤を追い詰める形になり(レコーディング中に泣き出してしまう程だったという）、結果的に脱退する原因になってしまった事を、後に五十嵐自身が明かしている。
作品が五十嵐が弾くピアノソロで終わることには、アルバム製作中の2002年の3月に急逝した初恋の嵐の西山達郎に捧げる意味もあったという。
ストレイテナーのホリエアツシはこのアルバムについて、『後にも先にも、同年代の日本のバンドの作品からここまでの衝撃を受けたことはないと思う』と語っている。

## 収録曲
1. Another Day Light
  - インスト曲。元々アナログ盤のみに収録されていた曲であったが、2010年に再発された際に追加収録された。
2. My Love’s Sold
3. 神のカルマ
4. 生きたいよ
5. 手首
6. 遊体離脱
  - PVが製作されているにもかかわらずベスト盤には収録されていない。
7. virgin suicide
  - インスト曲。
8. 天才
  - PVには、ワンカット一発撮りしたものと編集を施したものの2種類が存在し、限定版のPV集には前者が収録された。スキンヘッドの佐藤も映っており、過去メンバー全員で演奏する姿を見ることが出来る。PVの終盤で、五十嵐はマイクスタンドを蹴り倒し、アンプを蹴飛ばし、仕舞いには中畑のドラムセットにギターを投げつけ、中畑はドラムセットを蹴飛ばしてひっくり返るといった内容となっている。
9. ソドシラソ
  - 曲のラストで“ソドシラソ”と歌っている部分は、そのドレミ音階の通りには歌われていない。「So don't sing love song me」の言葉遊びという説もある。
10. バリで死す
11. ハピネス
12. coup d'Etat
  - 次曲の「空をなくす」のイントロ的なものでライブでも前奏的に用いる。ライブでは即興で歌詞を追加して歌うことが多い。
13. 空をなくす
  - 元タイトルは向精神薬のソラナックス。
14. 汚れたいだけ